# 2054
L'any 2054 (MMLIV) serà un any comú que començarà en dijous segons el calendari gregorià, l'any 2054 de l'era comuna (CE) i Anno Domini (AD), el 54è any del tercer mil·lenni, el 54è any del segle xxi, i el cinquè any de la dècada del 2050.

## Esdeveniments
Països Catalans
Resta del món
- 7 de novembre - L'acord d'arrendament amb International Speedway Corporation té amb Daytona Beach Districte d'equipaments recreatius i recreatives expira.[1]
- 13 de juliol - Es compleixen 200 anys de la batalla de Guaymas. El 13 de juliol de 1854 es va lliurar la Batalla de Guaymas, on al voltant de 400 soldats d'origen francès majoritàriament, provinents de San Francisco (Califòrnia) van atacar l'exèrcit mexicà de la zona. Els francesos estaven comandats pel comte francès Gastón de Raousset-Boulbon, qui va ser derrotat pel General José María Yañez i el Coronel Ignacio R. Alatorre, amb l'ajut de la població civil.[2]
- 30 de setembre - L'asteroide (101.955) Bennu té una probabilitat pràcticament nul·la d'impactar contra la Terra. S'estima que en aquesta data passarà a uns 5.881.000 km de la Terra (0,0393134 Unitats Astronòmiques), fet que suposa una aproximació molt propera.[3]

Ficció
- La pel·lícula Minority Report té lloc a 2054.[4]
- La pel·lícula Renaissance té lloc a París el 2054.
- El videojoc Call of Duty: Advanced Warfare té lloc els anys 2054-2061